# Miguel Trefaut Rodrigues
Pour les articles homonymes, voir Rodrigues (homonymie).
Miguel Trefaut Urbano Rodrigues est un herpétologiste brésilien, né en 1953.
Il est diplômé de l'Université Paris VII - Diderot puis de l'Université de São Paulo, il y travaille à l'Instituto de Biociências du Departamento de Zoologia.

## Taxons nommés en son honneur
- Burlemarxia rodriguesii Menezes & Semir,  1991(Monocotyledoneae, Velloziaceae)
- Cycloramphus migueli Heyer, 1988 (Anura, Cycloramphidae)
- Glaphyropoma rodriguesi de Pinna, 1992 (Siluriformes, Trichomycteridae)
- Liotyphlops trefauti Freire, Caramaschi & Argolo, 2007 (Squamata, Anomalepididae)[1]
- Pantepuisaurus rodriguesi Kok, 2009 (Squamata, Gymnophthalmidae)[1]
- Trichomycterus trefauti Wosiacki, 2004 (Siluriformes, Trichomycteridae)

## Quelques Taxons décrits
- Acratosaura spinosa Rodrigues, Cassimiro, De Freitas & Santos Silva 2009
- Acratosaura Rodrigues, Pellegrino, Dixo, Verdade, Pavan, Argolo & Sites, 2007
- Alexandresaurus  Rodrigues, Pellegrino, Dixo, Verdade, Pavan, Argolo & Sites 2007
- Alexandresaurus camacan Rodrigues, Pellegrino, Dixo, Verdade, Pavan, Argolo & Sites 2007
- Amphisbaena arda Rodrigues 2003
- Amphisbaena ibijara Rodrigues & Andrade 2003
- Amphisbaena supernumeraria Mott, Rodrigues & dos Santos 2009
- Amphisbaena uroxena Mott, Rodrigues, De Freitas & Silva 2008
- Anolis philopunctatus Rodrigues 1988
- Apostolepis arenaria Rodrigues 1993
- Apostolepis gaboi Rodrigues 1993
- Atractus zidoki Gasc & Rodrigues 1979
- Bachia micromela Rodrigues, Pavan & Curcio 2007
- Bachia oxyrhina Rodrigues, Camacho, Sales Nunes, Sousa Recoder, Teixeira Jr., Valdujo, Ghellere, Mott & Nogueira 2008
- Bachia psamophila Rodrigues, Pavan & Curcio 2007
- Bothrops marmoratus da Silva & Rodrigues 2008
- Calyptommatus confusionibus Rodrigues, Zaher & Curcio 2001
- Calyptommatus leiolepis Rodrigues 1991
- Calyptommatus nicterus Rodrigues 1991
- Calyptommatus sinebrachiatus Rodrigues 1991
- Calyptommatus Rodrigues, 1991
- Caparaonia Rodrigues, Cassimiro, Pavan, Curcio, Verdade & Pellegrino 2009
- Caparaonia itaiquara Rodrigues, Cassimiro, Pavan, Curcio, Verdade & Pellegrino 2009
- Cycloramphus acangatan Verdade & Rodrigues, 2003
- Dryadosaura nordestina Rodrigues, Xavier Freire, Machado Pellegrino & Sites 2005
- Enyalius erythroceneus Rodrigues, De Freitas, Santos Silva & Viña Bertolotto 2006
- Eurolophosaurus Frost, Rodrigues, Grant & Titus 2001
- Eurolophosaurus amathites Rodrigues 1984
- Eurolophosaurus divaricatus Rodrigues 1986
- Eurolophosaurus nanuzae Rodrigues 1981
- Gastrotheca pulchra Caramaschi & Rodrigues, 2007
- Gonatodes tapajonicus Rodrigues 1980
- Gymnodactylus vanzolinii Cassimiro & Rodrigues 2009
- Heterodactylus septentrionalis Rodrigues, Freitas & Silva 2009
- Hylodes dactylocinus Pavan, Narvaes & Rodrigues, 2001
- Hypsiboas exastis (Caramaschi & Rodrigues, 2003)
- Leposoma baturitensis Rodrigues & Borges 1997
- Leposoma ferreirai Rodrigues & Avila-Pires 2005
- Leposoma nanodactylus Rodrigues 1997
- Leposoma puk Rodrigues 2002
- Mabuya agmosticha Rodrigues 2000
- Micrablepharus atticolus Rodrigues 1996
- Nothobachia ablephara Rodrigues 1984
- Phimophis chui Rodrigues 1993
- Phimophis scriptorcibatus Rodrigues 1993
- Phyllopezus periosus Rodrigues 1986
- Procellosaurinus erythrocercus Rodrigues 1991
- Procellosaurinus tetradactylus Rodrigues 1991
- Procellosaurinus Rodrigues, 1991
- Psilophthalmus Rodrigues 1991
- Psilophthalmus paeminosus Rodrigues 1991
- Scriptosaura catimbau Rodrigues & Maranhão dos Santos 2008
- Stenocercus quinarius Nogueira & Rodrigues 2006
- Stenocercus squarrosus Nogueira & Rodrigues 2006
- Strabomantis aramunha Cassimiro, Verdade & Rodrigues, 2008
- Tropidurus cocorobensis Rodrigues 1987
- Tropidurus erythrocephalus Rodrigues 1987
- Tropidurus insulanus Rodrigues 1987
- Tropidurus itambere Rodrigues 1987
- Tropidurus montanus Rodrigues 1987
- Tropidurus mucujensis Rodrigues 1987
- Tropidurus oreadicus Rodrigues 1987
- Tropidurus pinima Rodrigues 1984
- Tropidurus psammonastes Rodrigues, Kasahara, Yonenaga-Yasuda 1988
- Typhlops amoipira Rodrigues & Juncá 2002
- Typhlops yonenagae Rodrigues 1991